# Массюрреалізм
Массюрреалі́зм (англ. massurrealism) — форма мистецтва, що вкорінилася в поєднанні ЗМІ-спорідненого мистецтва (mass media art) та сюрреалістичного уявного світу. Саме ця художня тенденція, заснована на подальшій еволюції сюрреалізму з технологіями і засобами масової інформації, стала каталізатором в подальшому процесі формування напрямку. Термін массюрреалізм був створений художником Джеймсом Зейхафером в 1992 році. Це поняття спричинило зростання інтересу серед нових медіа-художників та сприйнялося його творчим знаряддям, використаним сучасними художниками, змінюючись в кінці 20-початку 21 століття та поєднуючи використання більш електронної основи засобів масової інформації й методів. Починаючи як посередній художній стиль, массюрреалізм став уособлювати собою маленьку групу художників у Сполучених Штатах Америки. Окрім цього массюрреалізм зазнав впливу від комунікацій засобів масової інформації. Приклади сюрреалістичного впливу на уяву предствляють: друковані засоби масової інформації, кінофільми та музика, різноманітні відео-роботи. Ідеологія за массюрреалізмом більш орієнтована щодо письмових праць та теорій Маршала МакЛахана і Жана Бодріяр ніж до Фреда чи Бретона. Джеймс Зейхафер, Мішель Моріс, Алан Кінг, Серджіо С. Спінеллі та Сесіль Тушон є яскравими представниками художників массюрреалістів.

## Книги
- Лантцен, Сін (2004). Массюрреалізм: А Досьє (a.k.a Massurrealismus: Ein Dossier). ISBN 0-9759923-0-9. (Національна бібліотека України)
- Тушон, Сесіль (2007). Щасливий шоппінг. — Массюрреалізм. Спам. Поезія. Fort Worth: Ontological Museum Publications. ISBN 0-6151824-4-5.

## Подальші читання
- Массюрреалізм: мистецтво постмодернізму
- «Массюрреалізму i Джеймсом Зейхафером» — PopImpressKA Journal - (Нью-Йорк, Грудень 2018).
- «Що нового в сюрреалістичному світі» — Мистецтво і старовинний журнал, (США) березень 2006.
- «Неминучість массюрреалізму» — Марк Деніел Коен, видання № 7 ст. 52 (друковане видання — Торонто Канада) листопад, 2004.
- «Авангард під павутиною умов» — Перспектива (Друковане видання — Австрія) червень 2002, та в інтернеті. * (текст тільки німецькою мовою).
- «Массюрреалізм Вихід нового унікального бачення» — Комп'ютер художник (США) серпень/вересень 1996.
- www.massurrealism.org [Архівовано 2 березня 2022 у Wayback Machine.]